# Daouda Guindo
Daouda Guindo, né le 14 octobre 2002, est un footballeur international malien qui évolue au poste d'arrière gauche au Red Bull Salzbourg.

## Biographie
Formé au club malien du Guidars FC, Guindo signe au RB Salzbourg pour quatre ans en janvier 2021,,.
Il est initialement intégré au FC Liefering, qui fait office d'équipe reserve du club de Salzbourg. Il y fait ses débuts le 12 février 2021, titularisé lors d'une victoire 3-1 à domicile en D2 contre l'Austria Lustenau.
Intégré à l'équipe première du FC Salzbourg avant la saison 2021-22,, il y fait ses débuts dès le premier match de l'exercice le 16 juillet 2021, une victoire 4-1 à l'extérieur en coupe contre le WSC Hertha Wels.
Prenant également part au premier match de la Bundesliga autrichienne, une victoire 3-1 contre Sturm Graz, il s'intègre rapidement à l'effectif de Matthias Jaissle — l'entraîneur avec qui il avait été vice-champion de D2 — à la suite du départ de Julian Nagelsmann,.
Il fait ses débuts en Ligue des champions avec Salzbourg le 20 octobre 2021, remplaçant le capitaine Andreas Ulmer à la 86e minute d'une victoire 3-1 contre le VfL Wolfsburg en phase de groupe.

## Palmarès
| FC Liefering - 2.Liga autrichienne - Vice-champion en 2020-21 (en) |